# Mořské želvy
Želvy (Testudines) se od ostatních plazů odlišují především tím, že mají tělo chráněno krunýřem a i díky němu můžeme určit, že žily na Zemi už před více než 220 miliony let. Skupina mořských želv se od želv sladkovodních odštěpila zhruba před 100 miliony lety. Mořské želvy se od suchozemských a sladkovodních želv odlišují především přítomností solných žláz ukrytých v lebce, končetinami přeměněnými v ploutve a redukovanějším, tedy na pohyb v moři lépe adaptovaným krunýřem. Mořské želvy (Chelonioidae) plní v oceánech unikátní a klíčové ekologické role. Dokumentovat to lze například jejich zásadní roli ve fungování korálových ekosystémů. Karety pravé, jejichž hlavní složku potravy tvoří mořské houby (Cnidaria), například regulují nárosty hub na korálových útesech. Tím přímo ovlivňují složení, strukturu a druhovou rozmanitost těchto ekosystémů. 

## Dnešní druhy a jejich rozšíření
Žijící zástupce mořských želv řadíme do dvou čeledí – Dermochelyiidae s pouze jedním zástupcem kožatkou velkou (Dermochelys coriacea) a Cheloniidae se šesti druhy. Pro čeleď Cheloniidae jsou charakteristické keratinové pláty pokrývající dobře vyvinutý kostěný krunýř. Naproti tomu kožatka velká má krunýř tvořený tenkou pevnou vrstvou elastické kůže, která je vyztužena tisíci malými kostěnými plátečky. Tato adaptace se zřejmě vyvinula kvůli kompresi při hlubokých ponorech za potravou. Kožatka velká je totiž nejhlouběji se potápějícím plazem. Mořské želvy jsou primárně skupinou tropických moří. Kareta zelenavá se rozmnožuje v tropech. Rozšířenější kareta obecná snáší vejce i v oblasti Středozemního moře. Největší areál výskytu, nejen ze skupiny mořských želv, ale i ze všech plazů, má ale druh kožatka velká obývající všechny světové oceány. Kožatky kladou vejce v tropech i subtropech a jejich potravní habitaty můžeme sledovat i v severských oblastech nad 50° s. š.

### Čeleď:Karetovití(Cheloniidae)
Druhy:
- kareta obrovská (Chelonia mydas)
- kareta obecná (Caretta caretta)
- kareta plochá (Natador depressus)
- kareta pravá (Eretmochelys imbricata)
- kareta zelenavá (Lepidochelys olivacea)
- kareta menší (Lepidochelys kempii)

### Čeleď:Kožatkovití(Dermochelyidae)
Druh:
- kožatka velká (Dermochelys coriacea)

## Potrava
Mořské želvy jsou všežravé. Mezi jejich potravu patří: medúzy, houby, drobní korýši a malé ryby atd. Střevní mikroflóra těchto želv pravděpodobně spoluutvářela jejich evoluci po desítky milionů let (jak ukázal výzkum a genetické mapování jejich mikrobiomu).

## Životní cyklus
Želvy během života využívají rozmnožovací, na potravu vzácné oblasti a potravní oblasti, kde je potrava naopak hojná. Mezi těmito habitaty, vzdálenými od sebe i tisíce kilometrů, želvy opakovaně migrují. Kvůli náročné migraci spojené s mnoha hrozbami se mořské želvy nerozmnožují pravidelně každý rok. Pokud ale k reprodukční migraci dojde, jedinci se setkávají a páří nedaleko pláží, kde se samice samy vylíhly. Samice během jedné reprodukční sezony trvající necelé tři měsíce může naklást i sedm snůšek, přičemž každá obsahuje 80–100 vajec. Po zhruba 60 dnech se líhnou mláďata. Pohlaví mláďat je stejně jako u mnoha jiných plazů určeno teplotou během inkubace. Vyšší teploty produkují samice a nižší samce. Mláďata se musí co nejrychleji dostat do moře, k čemuž používají vizuální orientaci – mají tendenci opouštět tmavá místa a mířit k hvězdami ozářené vodní hladině. Během pomalého růstu mořské želvy procházejí dramatickými ontogenetickými změnami. Z počáteční oceánské fáze juvenilů se při dosažení určité velikosti většinou rekrutují do obyvatel příbřežních habitatů, kde po dalších několika letech dospívají a odtud pak cestují do líhních oblastí, aby se rozmnožily. O biologii mořských želv v období mezi prvním vstupem do moře a dosažením sexuální dospělosti se ale zatím neví téměř nic.

## Ohrožení
Populace všech sedmi druhů mořských želv rychle klesají - čtyři ze sedmi druhů jsou považovány za kriticky ohrožené, další tři jako ohrožené vyhynutím. Relativně nejlepší je situace v Atlantském oceánu, kde již často probíhá ochrana na plážích. Horší je stav v Tichém oceánu, kde populace exponenciálně klesají. Nejhorší je pak vývoj v Indickém oceánu, kde populace mořských želv na mnoha místech již úplně zmizely. Jednotlivé typy ohrožení a jejich spolupůsobení úzce souvisí s životním cyklem želv. Během suchozemské fáze, která v životě mořských želv tvoří jen nepatrnou část, hrozí samicím, vejcím i mláďatům velké množství nástrah. Klíčová je možnost dlouhodobého zatopení snůšky přílivem, vliv predace i vnitrodruhová destrukce snůšek. Mnohá nebezpečí jsou přirozená, ovšem člověk zásadně ovlivňuje jejich intenzitu. Kvůli globální klimatické změně se zvedá hladina moří a hrozí tak častější zaplavení vajec. Nejčastějšími predátory jsou introdukovaní psi a krysy. Kvůli rozvoji pobřeží ubývá pláží a častěji se stává, že želva při hloubení svého hnízda fyzicky zničí na totéž místo dříve uloženou snůšku. Zbytkové světlo pronikající z urbanizovaných oblastí na pláže dezorientuje mláďata. Největším problémem však na mnoha místech zůstává přímý sběr želvích vajec a zabíjení samic pro maso. Dospělé mořské želvy v oceánu téměř postrádají přirozené nepřátele. Velký problém pro ně ale představuje intenzivní rybolov. Celoživotně jsou želvy ohroženy nemocemi, kterým snadněji podléhají kvůli oslabení imunity vlivem znečištěním moří.